# 卡尔米尼亚诺-迪布伦塔
卡尔米尼亚诺-迪布伦塔（義大利語：Carmignano di Brenta），是意大利威尼托大区帕多瓦省的一个市镇。总面积14.73平方公里，人口7586人，人口密度515.0人/平方公里（2009年）。国家统计（ISTAT）代码为028023。